# Ognjen Gnjatić
Ognjen Gnjatić (Bugojno, 16 ottobre 1991) è un calciatore bosniaco, centrocampista del Radomlje.

## Caratteristiche tecniche
È un mediano.

## Carriera

### Club
Cresciuto nelle giovanili del Kozara, ha esordito in prima squadra il 6 agosto 2011 in un match perso 1-0 contro il Borac Banja Luka.

## Statistiche

### Presenze e reti nei club
Statistiche aggiornate al 2 agosto 2019.
| Stagione             | Squadra              | Campionato           | Campionato | Campionato | Coppe nazionali | Coppe nazionali | Coppe nazionali | Coppe continentali | Coppe continentali | Coppe continentali | Altre coppe | Altre coppe | Altre coppe | Totale | Totale | Totale |
| Stagione             | Squadra              | Comp                 | Pres       | Reti       | Comp            | Pres            | Reti            | Comp               | Pres               | Reti               | Comp        | Pres        | Reti        | Pres   | Reti   |        |
| -------------------- | -------------------- | -------------------- | ---------- | ---------- | --------------- | --------------- | --------------- | ------------------ | ------------------ | ------------------ | ----------- | ----------- | ----------- | ------ | ------ | ------ |
| 2011-2012            | Kozara               | PL                   | 24         | 0          | CB              | 0               | 0               | -                  | -                  | -                  | -           | -           | -           | 24     | 0      |        |
| 2012-2013            | Rad Belgrado         | SL                   | 15         | 0          | CS              | 3               | 0               | -                  | -                  | -                  | -           | -           | -           | 18     | 0      |        |
| 2013-2014            | Rad Belgrado         | SL                   | 23+1       | 0          | CS              | 0               | 0               | -                  | -                  | -                  | -           | -           | -           | 24     | 0      |        |
| 2014-2015            | Rad Belgrado         | SL                   | 23         | 0          | CS              | 3               | 0               | -                  | -                  | -                  | -           | -           | -           | 26     | 0      |        |
| Totale Rad Belgrado  | Totale Rad Belgrado  | Totale Rad Belgrado  | 61+1       | 0          |                 | 6               | 0               |                    | -                  | -                  |             | -           | -           | 68     | 0      |        |
| 2015-2016            | Platanias            | SL                   | 26         | 0          | CG              | 3               | 0               | -                  | -                  | -                  | -           | -           | -           | 29     | 0      |        |
| 2016-gen. 2017       | Platanias            | SL                   | 11         | 0          | CG              | 1               | 0               | -                  | -                  | -                  | -           | -           | -           | 12     | 0      |        |
| Totale Platanias     | Totale Platanias     | Totale Platanias     | 37         | 0          |                 | 4               | 0               |                    | -                  | -                  |             | -           | -           | 41     | 0      |        |
| gen.-giu. 2017       | Roda JC              | ED                   | 8+4        | 0          | CO              | 0               | 0               | -                  | -                  | -                  | -           | -           | -           | 12     | 0      |        |
| 2017-2018            | Roda JC              | ED                   | 21+2       | 0          | CO              | 0               | 0               | -                  | -                  | -                  | -           | -           | -           | 23     | 0      |        |
| 2018-gen. 2019       | Roda JC              | EE                   | 14         | 0          | CO              | 2               | 0               | -                  | -                  | -                  | -           | -           | -           | 16     | 0      |        |
| Totale Roda JC       | Totale Roda JC       | Totale Roda JC       | 43+6       | 0          |                 | 2               | 0               |                    | -                  | -                  |             | -           | -           | 51     | 0      |        |
| gen.-giu. 2019       | Korona Kielce        | EK                   | 13         | 0          | CP              | 0               | 0               | -                  | -                  | -                  | -           | -           | -           | 13     | 0      |        |
| 2019-2020            | Korona Kielce        | EK                   | 3          | 0          | CP              | 0               | 0               | -                  | -                  | -                  | -           | -           | -           | 3      | 0      |        |
| Totale Korona Kielce | Totale Korona Kielce | Totale Korona Kielce | 16         | 0          |                 | 0               | 0               |                    | -                  | -                  |             | -           | -           | 16     | 0      |        |
| Totale carriera      | Totale carriera      | Totale carriera      | 181+7      | 0          |                 | 12              | 0               |                    | -                  | -                  |             | -           | -           | 200    | 0      |        |